# 午後LIVE ニュースーン
『午後LIVE ニュースーン』（ごごライブ ニュースーン）は、NHK総合で2024年4月1日から放送されている報道番組・情報番組である。

## 概要
NHK総合における平日17時台の生ワイド番組は、2022年4月4日から2024年3月8日まで月曜日 - 木曜日が『ニュースLIVE! ゆう5時』（NHK放送センター制作）、金曜日が『ニュース きん5時』（NHK大阪放送局制作）であった。
これらを拡大し、新たに放送を開始したのが当番組である。今回の改編により当番組と、13時台・14時台に大阪局が担当する『列島ニュース』、18時台のローカルニュース（『首都圏ネットワーク』など）、19時台の『NHKニュース7』を合わせ、13時から19時30分までの6時間30分における生放送枠が確立された。
平日の13時から19時30分まで生放送番組が続くように改編されたのは、2017年度以来7年ぶりである。
放送センターからの生放送で全国に放送局を持つネットワークを生かしたニュースのほか、生活情報などを届ける。また、ロサンゼルス・ドジャース所属の大谷翔平に関する情報も伝えるとしている。生放送枠を増やすことで有事の際の報道に迅速に対応できるメリットも見込める。キャスター、サブキャスター・中継リポーターはNHKのアナウンサーが務める。
当番組のタイトル名である「ニュースーン」とは「New」および「News」と「Soon」を組み合わせたものである。
スタジオは、放送センター北館のニュースセンターとは別のスタジオを使用している（番組内のストレートニュースは従前どおりニュースセンターのAフロアから）。

## 放送時間
平日の15時10分 - 17時57分に放送。事前報道では13時台から17時台まで放送し、13時台と14時台は大阪放送局が制作、15時台から17時台までは放送センターが制作するという報道があった。
なお、祝日・年末年始や大相撲・高校野球などのスポーツ中継時は休止。ただし、高校野球においては早く終了した場合、繰り下げ短縮放送の可能性がある。
国会中継においては審議状況により繰り下げ短縮放送を実施する。また、国政選挙実施期間中は政見放送の編成に伴い、地域によっては一部の時間帯で放送されないことがある。
当番組の開始前、パイロット版として『午後LIVE ニュースーン カミングすーん!』が2024年3月7日の15時5分 - 17時に放送され、メインキャスターの池田と伊藤、サブキャスター・中継リポーターの志賀と宮﨑が出演した。
放送初日の2024年4月1日は、国会中継（第213回国会 参議院決算委員会 令和4年度決算全般質疑）のため17時8分からの短縮放送であった。
2024年6月28日までは「総合テレビ（石川県内）同時放送」として、BS103チャンネル（旧NHK BSプレミアム）でもサイマル放送された。
2024年8月26日はNHKワールド・ラジオ日本とNHKラジオ第2放送の『中国語ニュース』において、尖閣諸島（沖縄県）に関する不適切発言があった不祥事を受けて、『NHKからのお知らせ』（国際放送局制作）の題名で謝罪放送を行ったため、7分短縮となり、17時50分までの放送となった。

## 出演者

### 現在
キャスター
2025年4月から月曜〜木曜と金曜は隔週で担当している
- 池田伸子（2024年4月1日 - ）
- 伊藤海彦（2024年4月1日 - ）

サブキャスター・中継リポーター
- 志賀隼哉（2024年4月1日 - ）
- 斎藤希実子（2025年4月3日 - ）
- 瀬戸光（2025年4月1日 - ）
  - 中継リポーターは、その他のアナウンサー（中継先の地方局勤務のアナウンサーを含む）が担当することがある[注 7]。

ニュースリーダー
- 合原明子（月曜日 - 木曜日：2025年3月31日 - ）
- 利根川真也（金曜日：2024年9月27日 - ）
  - その他のアナウンサーが代理で担当することもある。

お天気キャスター（気象予報士）
- 田中美都（17時台：2024年4月1日 - 、『ニュースLIVE! ゆう5時』からの続投）[注 8]
- 黒田菜月（17時台：2024年4月1日 - ）[注 9]
- 久保井朝美（月曜日と金曜日の15時台：2024年4月1日 - ）

### 過去
| 期 間         | 期 間         | メインキャスター | メインキャスター | サブキャスター・中継リポーター | サブキャスター・中継リポーター | サブキャスター・中継リポーター | サブキャスター・中継リポーター | サブキャスター・中継リポーター | ニュースリーダー | ニュースリーダー | お天気キャスター | お天気キャスター | お天気キャスター |
| 期 間         | 期 間         | メインキャスター | メインキャスター | サブキャスター・中継リポーター | サブキャスター・中継リポーター | サブキャスター・中継リポーター | サブキャスター・中継リポーター | サブキャスター・中継リポーター | 月‐木            | 金               | お天気キャスター | お天気キャスター | お天気キャスター |
| ------------- | ------------- | ---------------- | ---------------- | ------------------------------ | ------------------------------ | ------------------------------ | ------------------------------ | ------------------------------ | ---------------- | ---------------- | ---------------- | ---------------- | ---------------- |
| 2024年4月1日  | 2024年9月6日  | 池田伸子         | 伊藤海彦         | 中谷文彦                       | 眞下貴                         | 志賀隼哉                       | 安藤結衣                       | 宮﨑慶太                       | 中山果奈         | 山内泉           | 田中美都         | 黒田菜月         | 久保井朝美       |
| 2024年9月24日 | 2025年3月28日 | 池田伸子         | 伊藤海彦         | 中谷文彦                       | 眞下貴                         | 志賀隼哉                       | 安藤結衣                       | 宮﨑慶太                       | 中山果奈         | 利根川真也       | 田中美都         | 黒田菜月         | 久保井朝美       |
| 2025年3月31日 | 2025年6月17日 | 池田伸子         | 伊藤海彦         | 中谷文彦                       | 眞下貴                         | 志賀隼哉                       | 斎藤希実子                     | 瀬戸光                         | 合原明子         | 利根川真也       | 田中美都         | 黒田菜月         | 久保井朝美       |
| 2025年6月30日 | 予 定         | 池田伸子         | 伊藤海彦         | 向井一弘                       | 眞下貴                         | 志賀隼哉                       | 斎藤希実子                     | 瀬戸光                         | 合原明子         | 利根川真也       | 田中美都         | 黒田菜月         | 久保井朝美       |

## コーナー
- ニュースのおかわり
- かけつけLIVE
- ミニ番つまみぐい
- ネットdeアラカルト
- おまかせ中継
- 旬の番組
- 蔵出しセレクション
  - NHKアーカイブスに保存される番組のダイジェストを紹介する。
- NEWS日替わりプレート
- お天気マルシェ
- トクシューン
- トークシュン（木曜日）